# Liste de personnalités liées à Cambrai
Cet article liste les personnalités liées à Cambrai.

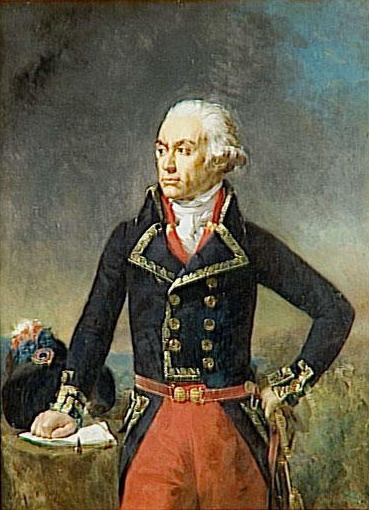
Portrait posthume de Dumouriez par Jean-Sébastien Rouillard

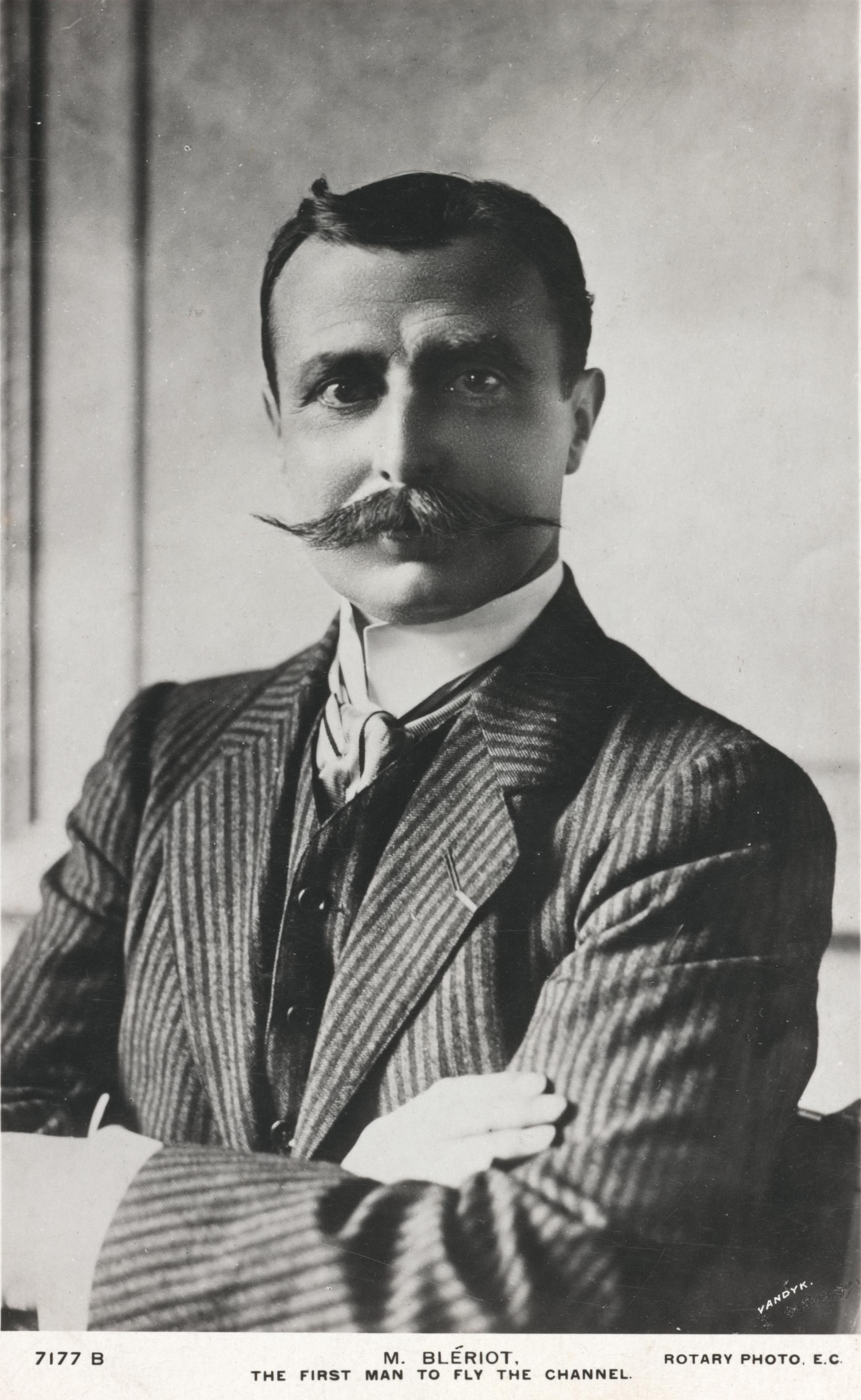
Louis Blériot

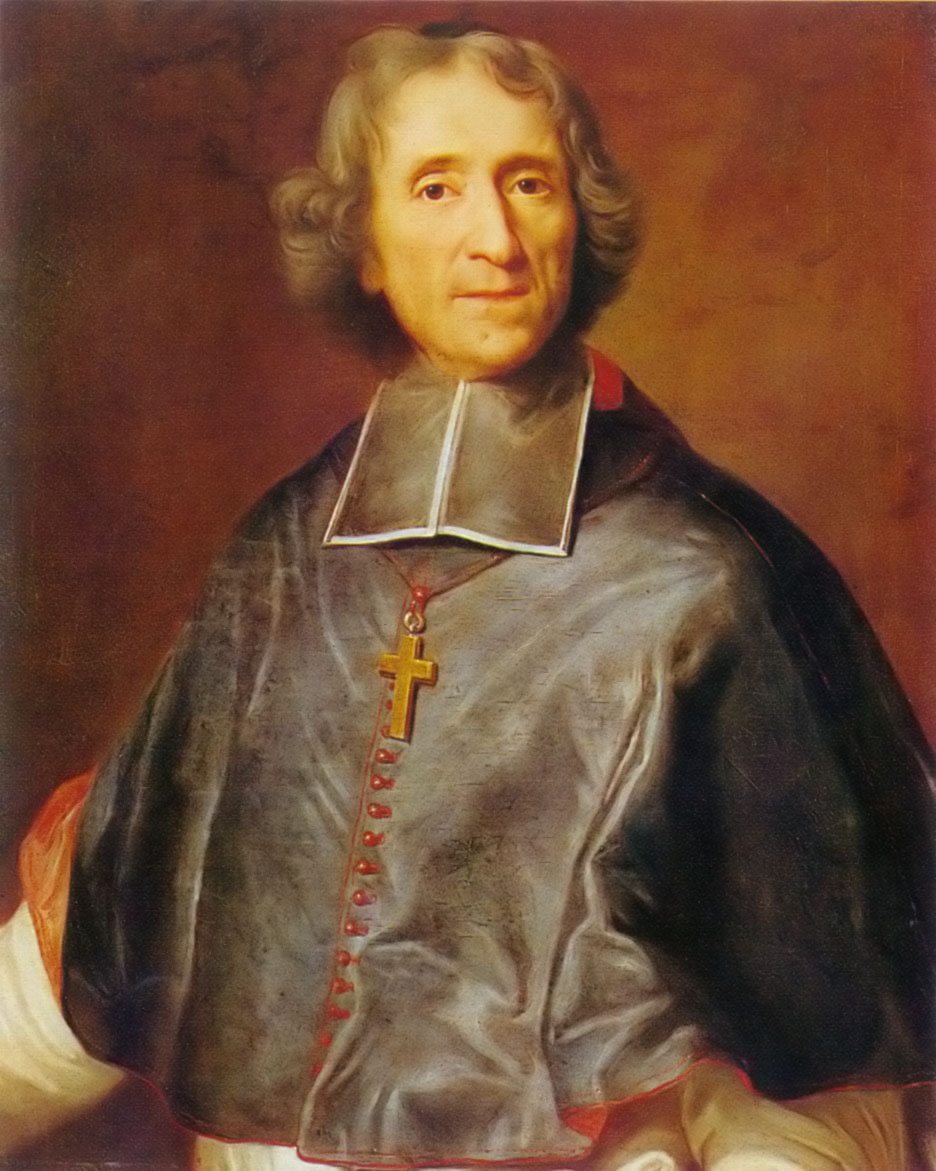
Portrait de François Fénelon par Joseph Vivien

## Personnalités nées à Cambrai
Par ordre alphabétique :
- Loïc Attely (né en 1977), escrimeur (fleurettiste).
- Félix Auvray (31 mars 1800 - mort le 11 septembre 1833 à Paris), peintre, écrivain  et caricaturiste.
- Albert Babeau (1835-1914), historien français.
- Samuel-Henri Berthoud (dit Sir Henry Berthoud) (1804-1891), romancier, donateur à la ville de Douai d'une remarquable collection ethnographique.
- Jean-Sylvain Bieth (1955), plasticien.
- Louis Blériot (1872-1936), industriel et pilote.
- Eugène Bouly (ou Bouly de Lesdain, 1804-1884), auteur de comédies et d'ouvrages d'histoire locale, et surtout d'une Histoire de Cambrai et du Cambrésis (Ouvrage disponible en ligne) (Cambrai, 1842, réédité en 1959) ; une rue de Cambrai porte son nom.
- Amé Bourdon (1636 ou 1638-1706), physicien et anatomiste.
- Maurice Cacheux (né en 1913), coureur cycliste
- Achille Capliez (né en 1880), peintre
- Christian Carion (né en 1963), réalisateur.
- Joseph Carlier (1849, décédé à Paris en 1927), sculpteur.
- Anne Caudry (née le 28 mai 1957, morte à Paris en 1991) de son vrai nom Anne-Marie-Louise-Jehanne Bernanos, actrice française.
- Baptiste Chambray (ou Cambray ?), tisserand du XIIIe siècle qui, le premier, aurait réalisé la toile de lin appelée la « toile de Batiste » (en anglais cambric). Son existence n'est attestée par aucune source et il s'agit probablement d'une figure légendaire[1],[2],[3],[4].

- Pierre-Eugène Clairin (1897-1980), lithographe.
- Charles Cordier (1827-1905 Alger), sculpteur.
- Geoffroy de Cambrai (mort en 1107), poète satirique.
- Jean-Louis-Joseph de Cotteau (1775-1835), homme politique.
- Charles Defrémery (1822-1883 Saint-Valery-en-Caux), orientaliste français, spécialiste d'histoire et de littérature arabe et persane.
- Jean-Pierre Destrumelle (1941-2002), joueur et entraîneur de football.
- Thadée Diffre (1912-1971), fonctionnaire et résistant français, Compagnon de la Libération.
- Auguste Dorchain (1857, décédé à Paris en 1930), poète.
- Sonia Dubois, née Parent (1963), animatrice de télévision et comédienne.
- René Dumont (1904-2001), ingénieur agronome, sociologue et fondateur de l'écologie politique.
- Charles François Dumouriez (1739-1823), militaire et homme politique sous la Révolution française.
- Jean-Pierre Dusséaux (né le 28 janvier 1950), producteur et scénariste  français.
- Pierre Franqueville (italianisé en Pietro Francavilla) (Cambrai, 1548 - Paris, 1615), sculpteur français.
- Étienne Omer Wauquier (1808-1869 Mons), peintre d'histoire, directeur de l'académie de Mons de 1856 à 1869.
- Jean Gascou (né le 16 mai 1945), universitaire et papyrologue français.
- Maurice Godelier (né en 1934), anthropologue.
- Jules Gosselet (1832-1916), géologue français.
- Artür Harfaux (1906-1955), photographe.
- Maurice Henry (1907 - Milan 1984), poète, peintre, dessinateur et cinéaste français.
- Charles Lamy (1848-1914), linguiste picard et poète d'expression picarde.
- Bertrand Le Boucher d'Hérouville (1911-1942), un militaire, un résistant, mort en déportation en 1944.
- Henri de Lubac (1896-1991), théologien catholique et prélat.
- Thomas-Patrice Nagle (1771-1822), général des armées de la République et de l'Empire, né à Cambrai, décédé à La Rochelle.
- Denis Parent (28 novembre 1954), journaliste, réalisateur et écrivain français
- Marie-Georges Pascal (1946-1985), comédienne.
- Charles Pennequin (1965), poète.
- Henri Peinte (1845-1912), sculpteur.
- Auguste-Émile Pinchart (1842-1924), peintre.
- Jacques Édouard Quecq (1796-1873), peintre.
- Julien Torma (1902-1933), écrivain, dramaturge et poète.
- Léon Vignols (1859-1937), historien.

## Personnalités qui ont vécu à Cambrai ou y sont mortes
Par ordre alphabétique :
- Pierre d'Ailly (Compiègne 1351 - Avignon 1420), évêque de Cambrai de 1397 à 1411.
- François Van der Burch (vers 1567-1644) - Nommé 7e archevêque  de Cambrai en 1616
- Marcel Droüet (1888-1915), poète mort pour la France, inhumé à Cambrai.
- Guillaume Dubois (1656-1723), aussi connu sous le nom de cardinal Dubois, mérite une mention spéciale : nommé archevêque de Cambrai, il ne mit jamais les pieds dans cette ville.
- Guillaume Dufay (né à Cambrai ? vers 1400 - mort à Cambrai en 1474), compositeur.
- Érasme, en 1493 secrétaire de l'évêque de Cambrai.
- François de Salignac de La Mothe-Fénelon (1651-1715), homme d'Église, théologien et écrivain. Nommé archevêque de Cambrai en 1695, il y réside après son bannissement de la cour en 1699.
- Jérôme Joseph Goris (1761-1828), général des armées de la République et de l'Empire, mort dans cette commune.
- Nicolas Grenon (vers 1375-1380 - Cambrai 1456), compositeur.
- Villard de Honnecourt architecte du XIIIe siècle.
- Joseph Le Bon (1765-1795), envoyé du Comité de salut public, fit régner la Terreur à Cambrai.
- Jeanne Le Franc, mère de Jean Calvin, fille d'un tavernier de Cambrai, décédée en 1515.
- André-Joseph-Ghislain Le Glay, né à Arleux en 1785, bibliothécaire de Cambrai, historien et bibliographe, docteur en médecine.
- Pierre Leprince-Ringuet (1874-1954), architecte de la reconstruction après la Première Guerre mondiale.
- Georges Maroniez (Douai 1865 - Paris 1933), magistrat, peintre et photographe à Cambrai de 1897 à 1919. Œuvres au Musée des Beaux-Arts et à la photothèque Maison Falleur.
- Enguerrand de Monstrelet (vers 1390 - mort à Cambrai en 1453), auteur des Chroniques de Monstrelet.
- Charles Désiré Thimonet des Gaudières (1732-1814), général des armées de la République y est décédé.

## Visiteurs illustres ayant séjourné à Cambrai
Par ordre chronologique :
- l'empereur Charles IV accompagné de son fils Venceslas IV, roi de Bohème, passent deux semaines à Cambrai au temps de Noël 1377[5],[6] (ou 1378[7]), en route pour les abbayes de Saint-Denis et Saint Maure des Fossés[8];
- le roi de France Charles VI est reçu en 1382 et à nouveau en 1385 pour le mariage de Jean, fils de Philippe le Hardi, et de Marguerite de Bavière[9];
- Philippe le Bon, duc de Bourgogne, en 1449;
- le roi Louis XI en 1476 et 1478.
- en 1508, à l'occasion de la formation de la Ligue de Cambrai, le pape Jules II, le roi de France Louis XII, l'Empereur du Saint Empire Maximilien Ier, et le roi d'Espagne Ferdinand II se réunissent à Cambrai.
- le 20 janvier 1540, Charles Quint, en route pour Gand où il va réprimer une révolte, traverse la ville[10]. Il y revient le 10 novembre 1543, pénétrant en vainqueur dans Cambrai, qu'il a décidé de rattacher à ses domaines.
- En 1594, Henri IV séjourne à Cambrai du 5 au 12 août, ayant proclamé Balagny prince de Cambrai[11].
- Le roi Louis XIV vient assiéger la ville en personne en 1677 et y entre le 19 avril. Il y entend la messe et fait chanter un Te Deum[12].
- en mai 1744 Louis XV quitte Versailles pour prendre le commandement de l’armée de Flandre. En chemin, il prie la Vierge miraculeuse de Cambrai.
- en 1810 c'est Napoléon Ier qui visite Cambrai avec Joséphine, à l'occasion de l'inauguration du canal de Saint-Quentin.
- le 26 juin 1815 Cambrai reçoit Louis XVIII, rentrant de Gand. Le 28 est publiée la « Déclaration aux Français » par laquelle le roi pardonne tous ceux qui ont servi l'Empereur pendant les Cent-Jours.
- dans les années suivantes se succèdent dans la ville les rois Léopold Ier de Belgique, Charles X, Louis-Philippe, ce dernier à plusieurs reprises, et encore Poincaré en 1918 ou le Général de Gaulle en 1959[13].